# Base de datos Gmelin
La base de datos Gmelin es una gran base de datos de productos químicos de organometálicos e inorgánicos actualizada trimestralmente. Se basa en la publicación alemana Gmelins Handbuch der anorganischen Chemie (Manual de química inorgánica de Gmelin), originalmente publicado por Leopold Gmelin, en 1817. La última edición impresa, la octava, apareció en los años noventa.
Esta base contiene actualmente los datos de todos los compuestos y reacciones descubiertos entre 1772 y 1995, que ascienden a 1,5 millones de compuestos y 1,3 millones de reacciones diferentes, con más de 85 000 títulos, palabras clave y resúmenes. Tiene más de 800 campos de datos diferentes sobre temas como los compuestos eléctricos, magnéticos, térmicos, cristalinos y de información fisiológica.
La base de datos de Gmelin es mantenida por Elsevier MDL. Es la base de datos hermana de la Beilstein (base de datos), que trata acerca de sustancias químicas orgánicas y de sus reacciones. Ambas son ahora parte del sistema Reaxys.